# Turn Left Turn Right
Turn Left Turn Right è un film del 2016 diretto da Douglas Seok.

## Trama
Kanitha, una ventenne cambogiana dallo spirito libero, vive nella moderna Phnom Penh, svolge diversi lavori e sceglie di vivere come preferisce. Tuttavia, i suoi sogni ad occhi aperti creano tensione con la madre tradizionalista, che vuole una figlia da sistemare attraverso il matrimonio, mentre la ragazza sembra ambivalente rispetto al deterioramento della salute di suo padre. La lotta interna alla famiglia sembra immutabile, quando però Kanitha sogna un'idea nata dai ricordi del genitore maschio.

## Produzione

### Regia
Il film è strutturato come un album, con tracce e suoni che ne influenzano la forma. Canzoni rock cambogiane sono intrecciate a motivetti di famiglia, natura e immaginazione sconfinata.
Il regista Douglas Seok ha dichiarato: «Il montaggio è stato molto complesso, ma solo così sono riuscito a sviscerare il film. Ho riflettuto su come trattare il film come se fosse un oggetto e ho fatto esperimenti con tutto il materiale che avevamo girato. Ho iniziato dando una forma precisa alla collezione di musica rock cambogiana che era alla base di molte scene, affrontando alcune parti del film in modo quasi “scultoreo”. Potevo usare solamente effetti come la sovrimpressione o la stratificazione, ma proprio grazie a tecniche così semplici sono riuscito a dare una consistenza più profonda e ricca al film».

## Distribuzione
Il film è stato presentato in concorso alla trentaquattresima edizione del Torino Film Festival il 25 novembre 2016.

## Riconoscimenti
- 2017 - Festival International de Cinéma Asiatique de Tours
  - Premio speciale della giuria